# Митрополит Крутицкий и Коломенский
Митрополи́т Крути́цкий и Коло́менский — один из древнейших епископских титулов Русской церкви. В настоящее время митрополит Крутицкий и Коломенский, согласно действующему Уставу РПЦ, по должности — постоянный член Священного синода; согласно уставу, «Патриарху Московскому и всея Руси в управлении Московской епархией помогает Патриарший Наместник на правах епархиального архиерея, с титулом митрополита Крутицкого и Коломенского»; в период междупатриаршества «митрополит Крутицкий и Коломенский вступает в самостоятельное управление Московской епархией».

## История
Крутицкая (Сарайская) епархия учреждена в 1261 году в Великом Сарае, столице Золотой Орды — в районе нынешнего города Волжского на Ахтубе.
В 1261 году, к утешению Российской Церкви и народа, страдавших от ига татарского, в самой Орде поставлена была кафедра христианского епископа. Святитель Сарайский был наставником и учителем князей, томившихся в Орде, и целых тысячей русского народа, захваченных в плен татарами, и оставшихся в Орде в виде рабов, — и имел титул Сарского и Подонского; ибо область его простиралась от Черного Яра по Хопру и по Дону
В 1454 году кафедра из Великого Сарая была перенесена в Москву и тогда подворье Сарайских архиереев изначально было размещено на территории Московского Кремля. Со временем Сарайские архиереи становились ближайшими административными помощниками Московских Первосвятителей; а границы Сарской-Крутицкой епархии расширялись вплоть до конца её существования в XVIII веке. К концу XVII века в неё входили: Болхов, Мценск, Карачев, Ливны, значительная часть нынешней Калужской епархии, исключая Калугу, Вязьма, Можайск и другие города нынешней Московской епархии. К концу XVIII века епархия была одной из обширнейших в Русской Церкви, объединявшей 907 храмов.
Ввиду постоянного пребывания в столице Крутицким архиереям усвоены были некоторые особые права чести и власти. Например с 1551 года правилами Стоглавого Собора было предоставлено право временно замещать вдовствующую Первосвятительскую Московскую кафедру именно Сарскому владыке.

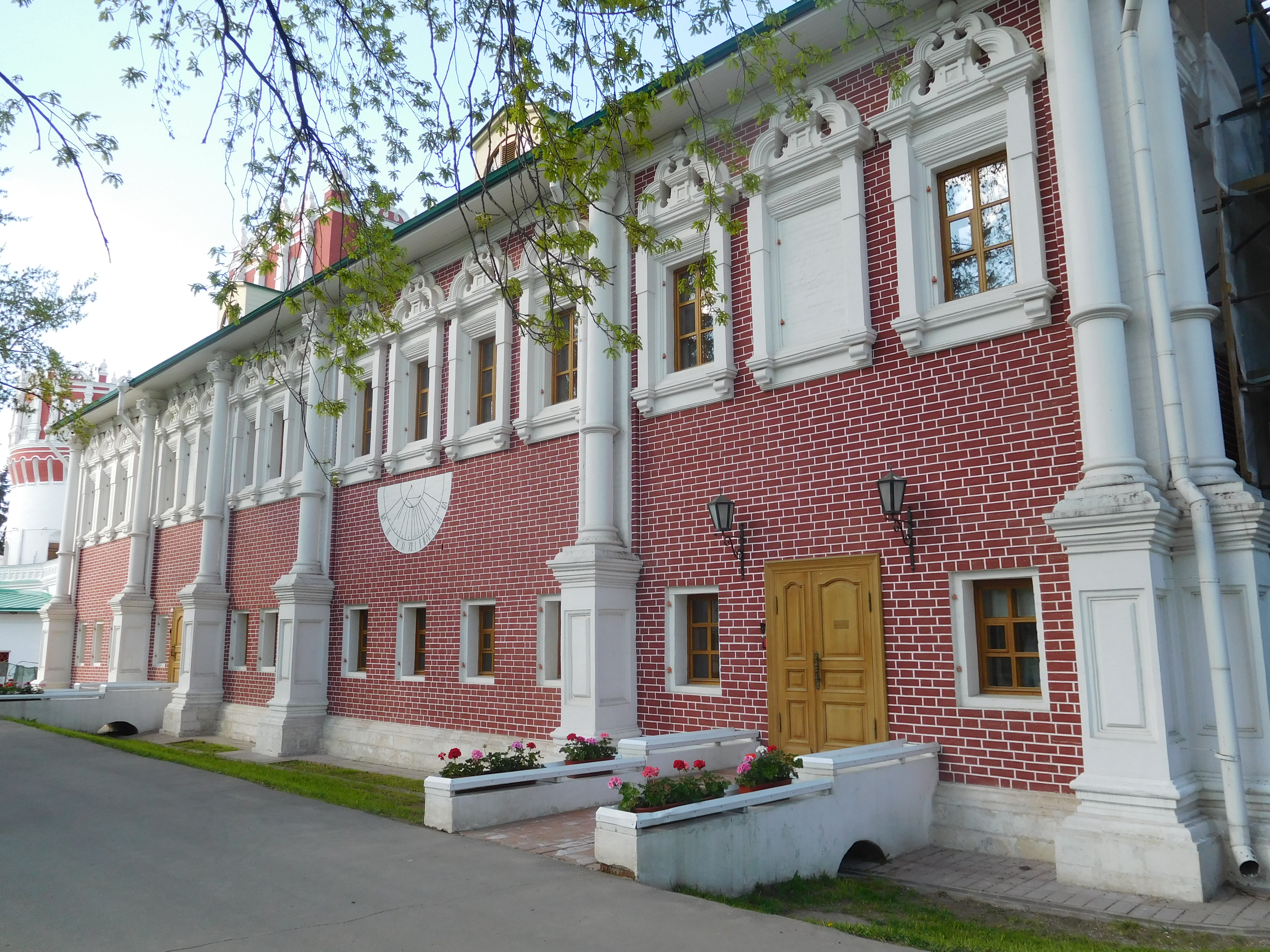
Бывшая резиденция митрополита Крутицкого и Коломенского в Новодевичьем монастыре, 2019 год

По учреждении патриаршества в 1589 году тогдашний епископ Сарский и Подонский Геласий был возведён в достоинство митрополита с правом «в качестве блюстителя патриаршего престола, заведывая делами обширной Патриаршей области». В 1667—1727 годах для Сарских архиереев было выстроено красивейшее Крутицкое архиерейское подворье на тогдашней окраине Москвы, вблизи Новоспасского монастыря.
Последним епископом именовавшимся Сарским и Подонским был архиепископ Леонид (Петровский) (ушёл на покой в 1742 году), последующие епископы титуловались исключительно Крутицкими.
В 1788 году Крутицкая кафедра упразднена с присоединением к Московской епархии.
Титул был восстановлен в 1919 году для Патриаршего наместника, и со временем Крутицкий митрополит получил права по управлению частью Патриаршей области — Московской областной епархией в пределах Московской области за исключением города Москвы. В 2021 году на её территории решением Священного синода создана Московская митрополия, состоящая из пяти епархий, общее управление которой (вместе с титулом правящего архиерея вновь созданной Коломенской епархии) продолжает осуществлять митрополит Крутицкий и Коломенский. Однако, по сей день, данные изменения не внесены в Устав РПЦ. 
C 1964 по 2021 годы официальная резиденция митрополитов Крутицких и Коломенских находилась в Лопухинских палатах Богородице-Смоленского Новодевичьего монастыря в городе Москве. А с апреля 2021 года резиденцией митрополитов Крутицких и Коломенских и местом размещения управления Московской митрополией и Коломенской епархией стал служить Николо-Угрешский ставропигиальный мужской монастырь в городе Дзержинский Московской области.

## Митрополит Крутицкий

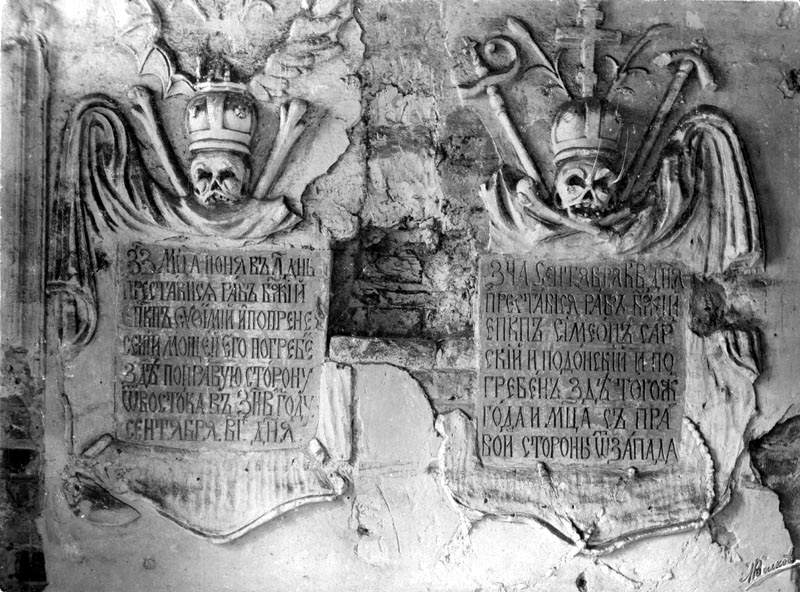
Надгробные плиты Сарских архиереев в подклете Соборной церкви на Крутицах.

### История титула
- с 1261 — Сарайская
- с 1269 — Переяславская и Сарайская
- XIII — Сарская, Подонская и Козельская
- с 1310 — Сарская и Подонская
- c XV — Крутицкая и Подрельская
- с 1764 — Крутицкая и Можайская
- 1920—1947 — Крутицкая
- c 1947 — Крутицкая и Коломенская

## Сарские и Крутицкие архиереи
- 1454—1466 — Вассиан
- 1471—1492 — Прохор
- 1493—1496 — Силуан Грек[8]
- 1496—1499 — Евфимий (Подрез)
- 1499—1507 — Трифон (Дубина)
- 1508—1544 — Досифей (Забела)
- 1544—1554 — Савва (Черный)
- 1554—1558 — Нифонт (Кормилицын)
- 1559—1564 — Матфей
- 1565—1568 — Галактион
- 1568—1572 — Герман
- 1572—1578 — Тарасий
- упом. 1580 — Феодорит[9]
- 1581—1582 — Симеон
- 1583—1586 — Варлаам
- 1586—1601 — Геласий
- 1605—1608 — Пафнутий
- 1612—1613 — Павел I[10]
- Иона (Архангельский) (начало 1613—1624)
- Киприан (Старорусенников) (14 ноября 1624 — 20 октября 1626)
- Павел II (31 декабря 1626 — декабрь 1636)
- Серапион (Сысоев) (1 января 1637 — 2 мая 1653)
- Сильвестр (10 июля 1653 — 20 августа 1654)
- Питирим (2 декабря 1655 — 9 ноября 1657, 23 ноября 1657 — 6 августа 1664)
- Павел III (21 августа 1664 — 9 сентября 1676)
- Варсонофий (Еропкин) (март 1676 — 6 сентября 1681, декабрь 1681 — 18 мая 1688)
- Евфимий (Рылков) (12 августа 1688 — 14 апреля 1695)
- Тихон (Воинов) (21 апреля 1695 — 25 марта 1699)
- Трифиллий (Инихов) (20 июля 1699 — 28 июня 1702)
- Иларион (Властелинский) (21 марта 1703 — 11 марта 1711)
- Феодосий (Вадбольский) (25 марта 1711 — 13 августа 1712)
- Алексий (Титов) (21 января 1714 — 25 января 1719)
- Игнатий (Смола) (25 января 1719 — 8 сентября 1721)
- Леонид (Петровский) (18 февраля 1722 — 1 сентября 1742)
- Платон (Малиновский) (19 сентября 1742 — 5 апреля 1748)
- Иларион (Григорович) (22 мая 1748 — 3 декабря 1760)
- Амвросий (Зертис-Каменский) (8 марта 1761 — 18 января 1768)
- Сильвестр (Страгородский) (4 февраля 1768 — 24 февраля 1771)
- Самуил (Миславский) (24 сентября 1771 — 17 марта 1776)
- Амвросий (Подобедов) (25 апреля 1781 — 27 марта 1785)

Патриаршие наместники управляющие Московской областной епархией
1. Иоасаф (Каллистов) (11 октября 1919 — 3 февраля 1920)
2. Евсевий (Никольский) (18 февраля 1920 — 31 января 1922)
3. Никандр (Феноменов) (31 января 1922 — 24 января 1924)
4. Петр (Полянский) (24 января 1924 — 10 октября 1937)
5. Николай (Ярушевич) (28 января 1944 — 19 сентября 1960)
6. Питирим (Свиридов) (19 сентября 1960 — 10 августа 1963)
7. Пимен (Извеков) (9 октября 1963 — 2 июня 1971)
8. Серафим (Никитин) (25 июня 1971 — 11 июня 1977)
9. Ювеналий (Поярков) (11 июня 1977 года — 13 апреля 2021)

Патриаршие наместники управляющие Московской митрополией и Коломенской епархией
1. Ювеналий (Поярков) (13 — 15 апреля 2021)
2. Павел (Пономарев) (с 15 апреля 2021)